# Necrosis caseosa
La necrosis caseosa es la destrucción o muerte coagulativa y colicuativa de las células, en la que los tejidos destruidos se transforman en una masa amorfa, granular y friable, de consistencia y aspecto semejantes al requesón, envuelta por una superficie inflamatoria (reacción granulomatosa). La masa es blanquecino-amarillenta y por su aspecto se denomina cáseum.

## Etiología
Es característica de ciertas infecciones, como la tuberculosis o la histoplasmosis. Aunque también la pueden originar la sífilis, ciertos hongos como la criptococosis y la coccidioidomicosis.

## Tratamiento
La actuación es doble, por un lado hay que eliminar quirúrgicamente todo el tejido necrosado, y además es preciso administrar fármacos antibióticos o antifúngicos (en función del germen causante) y antiinflamatorios.